# FA Cup 1957-58

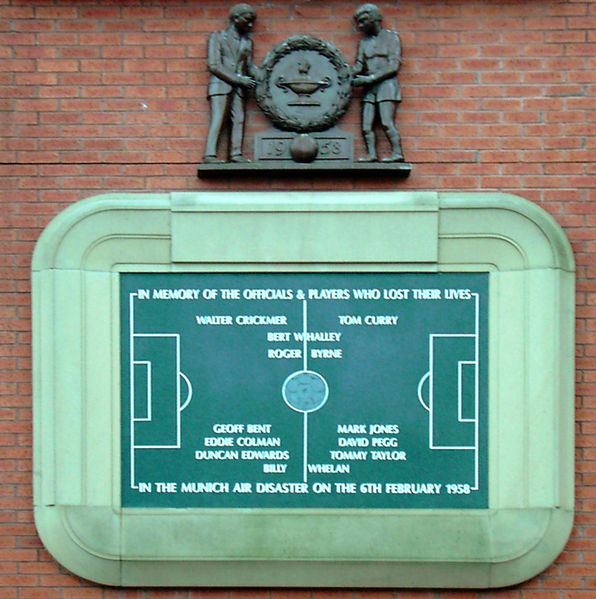
Placa conmemorativa situada en el estadio de Old Trafford como homenaje a todos los miembros del Manchester United que perdieron la vida en el accidente aéreo de Múnich.

La FA Cup 1957-58 fue la septuagésimo séptima edición de la competición copera más antigua del mundo, la Football Association Challenge Cup, conocida como FA Cup. El Bolton Wanderers se proclamó campeón tras vencer al Manchester United por 2-0 en la final, disputada en el estadio de Wembley, Londres. Esta edición se recuerda por la hazaña protagonizada del Manchester United después del fallecimiento de gran parte del equipo en el desastre aéreo de Múnich el 6 de febrero de 1958. Tras el accidente, el equipo mancuniano consiguió superar tres rondas más antes de caer derrotado en la final.
Los primeros partidos de cada ronda se disputaron en el estadio del equipo que actuaba como local siempre un sábado. Sin embargo, se tuvo que cambiar la fecha original, ya que algunos equipos tenían compromisos en otras competiciones o bien a causa de las condiciones meteorológicas. Si el resultado seguía igualado tras los noventa minutos oficiales, se disputaría un partido de repetición en el estadio del conjunto que había jugado como visitante en el primer encuentro. Si el empate persistía, se jugarían en un estadio neutral todas las repeticiones necesarias para decidir un ganador. No obstante, en estos encuentros de repetición, aparte de los noventa minutos reglamentarios, se disputaba una prórroga si el marcador estaba empatado.

## Calendario
| Ronda                        | Fecha                    |
| ---------------------------- | ------------------------ |
| Ronda preliminar             | 7 de septiembre de 1957  |
| Primera ronda clasificatoria | 21 de septiembre de 1957 |
| Segunda ronda clasificatoria | 5 de octubre de 1957     |
| Tercera ronda clasificatoria | 19 de octubre de 1957    |
| Cuarta ronda clasificatoria  | 2 de noviembre de 1957   |
| Primera ronda                | 16 de noviembre de 1957  |
| Segunda ronda                | 7 de diciembre de 1957   |
| Tercera ronda                | 4 de enero de 1958       |
| Cuarta ronda                 | 25 de enero de 1958      |
| Quinta ronda                 | 15 de febrero de 1958    |
| Sexta ronda                  | 1 de marzo de 1958       |
| Semifinales                  | 22 de marzo de 1958      |
| Final                        | 3 de mayo de 1958        |

## Resultados

### Primera ronda
En esta ronda de la competición, los equipos de la Third Division North y la Third Division South se unieron a los 32 equipos no pertenecientes a la Football League que habían superado las rondas clasificatorias. Los partidos se disputaron el sábado 16 de noviembre de 1957. Cinco de los encuentros finalizaron en empate, por lo que hubo de disputarse un encuentro de repetición; en el caso de una de las eliminatorias, se necesitaron dos partidos de repetición.
| Encuentro          | Equipo local                  | Resultado | Equipo visitante     | Fecha                   | Asistencia | Notas  |
| ------------------ | ----------------------------- | --------- | -------------------- | ----------------------- | ---------- | ------ |
| 1                  | Chester                       | 4–3       | Gateshead            | 16 de noviembre de 1957 | —          | [ 1 ]  |
| 2                  | Clapton                       | 1–1       | Queens Park Rangers  | 16 de noviembre de 1957 | —          | [ 2 ]  |
| Repetición         | Queens Park Rangers           | 3–1       | Clapton              | 18 de noviembre de 1957 | —          | [ 3 ]  |
| 3                  | Bath City                     | 2–1       | Exeter City          | 16 de noviembre de 1957 | —          | [ 4 ]  |
| 4                  | Dorchester Town               | 3–2       | Wycombe Wanderers    | 16 de noviembre de 1957 | —          | [ 5 ]  |
| 5                  | Rochdale                      | 0–2       | Darlington           | 16 de noviembre de 1957 | —          | [ 6 ]  |
| 6                  | Reading                       | 1–0       | Swindon Town         | 16 de noviembre de 1957 | —          | [ 7 ]  |
| 7                  | Wisbech Town                  | 1–0       | Colchester United    | 16 de noviembre de 1957 | —          | [ 8 ]  |
| 8                  | Gillingham                    | 10–1      | Gorleston            | 16 de noviembre de 1957 | —          | [ 9 ]  |
| 9                  | Wrexham                       | 0–1       | Accrington Stanley   | 16 de noviembre de 1957 |            |        |
| 10                 | Bishop Auckland               | 0–0       | Bury                 | 16 de noviembre de 1957 | —          | [ 10 ] |
| Repetición         | Bury                          | 4–1       | Bishop Auckland      | 19 de noviembre de 1957 | —          | [ 11 ] |
| 11                 | Tranmere Rovers               | 2–1       | Witton Albion        | 16 de noviembre de 1957 | —          | [ 12 ] |
| 12                 | Stockport County              | 2–1       | Barrow               | 16 de noviembre de 1957 |            |        |
| 13                 | Trowbridge Town               | 0–2       | Southend United      | 16 de noviembre de 1957 | —          | [ 13 ] |
| 14                 | Northampton Town              | 3–0       | Newport County       | 16 de noviembre de 1957 | —          | [ 14 ] |
| 15                 | Coventry City                 | 1–0       | Walthamstow Avenue   | 16 de noviembre de 1957 | 19 064     | [ 15 ] |
| 16                 | Brighton & Hove Albion        | 2–1       | Walsall              | 16 de noviembre de 1957 | —          | [ 16 ] |
| 17                 | Norwich City                  | 6–1       | Redhill              | 16 de noviembre de 1957 | —          | [ 17 ] |
| 18                 | Plymouth Argyle               | 6–2       | Watford              | 16 de noviembre de 1957 | —          | [ 18 ] |
| 19                 | Bradford City                 | 6–0       | Scarborough          | 16 de noviembre de 1957 | —          | [ 19 ] |
| 20                 | Millwall                      | 1–0       | Brentford            | 16 de noviembre de 1957 | —          | [ 20 ] |
| 21                 | Hull City                     | 2–1       | Crewe Alexandra      | 16 de noviembre de 1957 | —          | [ 21 ] |
| 22                 | Carlisle United               | 5–1       | Rhyl                 | 16 de noviembre de 1957 | —          | [ 22 ] |
| 23                 | Oldham Athletic               | 2–0       | Bradford Park Avenue | 16 de noviembre de 1957 | —          | [ 23 ] |
| 24                 | Hartlepools United            | 5–0       | Prescot Cables       | 16 de noviembre de 1957 | —          | [ 24 ] |
| 25                 | Scunthorpe United             | 2–1       | Goole Town           | 16 de noviembre de 1957 | —          | [ 25 ] |
| 26                 | Mansfield Town                | 2–0       | Halifax Town         | 16 de noviembre de 1957 | —          | [ 26 ] |
| 27                 | Port Vale                     | 2–1       | Shrewsbury Town      | 16 de noviembre de 1957 | —          | [ 27 ] |
| 28                 | Margate                       | 2–3       | Crystal Palace       | 16 de noviembre de 1957 | —          | [ 28 ] |
| 29                 | Durham City                   | 3–1       | Spalding United      | 16 de noviembre de 1957 |            |        |
| 30                 | Southport                     | 1–2       | Wigan Athletic       | 16 de noviembre de 1957 | —          | [ 29 ] |
| 31                 | Oswestry Town                 | 1–5       | Bournemouth          | 16 de noviembre de 1957 | —          | [ 30 ] |
| 32                 | Workington                    | 8–1       | Crook Town           | 16 de noviembre de 1957 |            |        |
| 33                 | York City                     | 1–0       | Chesterfield         | 16 de noviembre de 1957 | —          | [ 31 ] |
| 34                 | Aldershot                     | 0–0       | Worcester City       | 16 de noviembre de 1957 |            |        |
| Repetición         | Worcester City                | 2–2       | Aldershot            | 21 de noviembre de 1957 |            |        |
| Segunda repetición | Aldershot                     | 3–2       | Worcester City       | 25 de noviembre de 1957 |            | [ 32 ] |
| 35                 | Guildford City                | 2–2       | Yeovil Town          | 16 de noviembre de 1957 | —          | [ 33 ] |
| Repetición         | Yeovil Town                   | 1–0       | Guildford City       | 21 de noviembre de 1957 | —          | [ 34 ] |
| 36                 | Newport F.C. (Isla de Wright) | 0–3       | Hereford United      | 16 de noviembre de 1957 |            |        |
| 37                 | Boston United                 | 5–2       | Billingham Synthonia | 16 de noviembre de 1957 |            |        |
| 38                 | Peterborough United           | 3–3       | Torquay United       | 16 de noviembre de 1957 | —          | [ 35 ] |
| Repetición         | Torquay United                | 1–0       | Peterborough United  | 20 de noviembre de 1957 | —          | [ 36 ] |
| 39                 | South Shields                 | 3–2       | Frickley Colliery    | 16 de noviembre de 1957 |            |        |
| 40                 | Walton & Hersham              | 1–6       | Southampton          | 16 de noviembre de 1957 | 6 000      | [ 37 ] |

### Segunda ronda
Los partidos de esta ronda se llevaron a cabo el 7 de diciembre de 1957. Las eliminatorias cuyo primer partido finalizó empatado se decidieron en un segundo partido disputado una semana después.
| Encuentro  | Equipo local           | Resultado | Equipo visitante       | Fecha                   | Asistencia | Notas  |
| ---------- | ---------------------- | --------- | ---------------------- | ----------------------- | ---------- | ------ |
| 1          | Chester                | 3–3       | Bradford City          | 7 de diciembre de 1957  | —          | [ 38 ] |
| Repetición | Bradford City          | 3–1       | Chester                | 11 de diciembre de 1957 | —          | [ 39 ] |
| 2          | Darlington             | 5–3       | Boston United          | 7 de diciembre de 1957  |            |        |
| 3          | Yeovil Town            | 2–0       | Bath City              | 7 de diciembre de 1957  | —          | [ 40 ] |
| 4          | Reading                | 2–1       | Wisbech Town           | 7 de diciembre de 1957  | —          | [ 41 ] |
| 5          | Stockport County       | 2–1       | Hartlepools United     | 7 de diciembre de 1957  | —          | [ 42 ] |
| 6          | Northampton Town       | 4–1       | Bournemouth            | 7 de diciembre de 1957  | —          | [ 43 ] |
| 7          | Norwich City           | 1–1       | Brighton & Hove Albion | 7 de diciembre de 1957  | —          | [ 44 ] |
| Repetición | Brighton & Hove Albion | 1–2       | Norwich City           | 11 de diciembre de 1957 | —          | [ 45 ] |
| 8          | Plymouth Argyle        | 5–2       | Dorchester Town        | 7 de diciembre de 1957  | —          | [ 46 ] |
| 9          | Millwall               | 1–1       | Gillingham             | 7 de diciembre de 1957  | —          | [ 47 ] |
| Repetición | Gillingham             | 6–1       | Millwall               | 11 de diciembre de 1957 | —          | [ 48 ] |
| 10         | Carlisle United        | 1–1       | Accrington Stanley     | 7 de diciembre de 1957  | —          | [ 49 ] |
| Repetición | Accrington Stanley     | 3–2       | Carlisle United        | 11 de diciembre de 1957 | —          | [ 50 ] |
| 11         | Oldham Athletic        | 1–5       | Workington             | 7 de diciembre de 1957  | —          | [ 51 ] |
| 12         | Crystal Palace         | 1–0       | Southampton            | 7 de diciembre de 1957  | 14 794     | [ 52 ] |
| 13         | Scunthorpe United      | 2–0       | Bury                   | 7 de diciembre de 1957  | —          | [ 53 ] |
| 14         | Port Vale              | 2–2       | Hull City              | 7 de diciembre de 1957  | —          | [ 54 ] |
| Repetición | Hull City              | 4–3       | Port Vale              | 9 de diciembre de 1957  | —          | [ 55 ] |
| 15         | Durham City            | 0–3       | Tranmere Rovers        | 7 de diciembre de 1957  | —          | [ 56 ] |
| 16         | Torquay United         | 1–1       | Southend United        | 7 de diciembre de 1957  | —          | [ 57 ] |
| Repetición | Southend United        | 2–1       | Torquay United         | 11 de diciembre de 1957 | —          | [ 58 ] |
| 17         | Hereford United        | 6–1       | Queens Park Rangers    | 7 de diciembre de 1957  | —          | [ 59 ] |
| 18         | Aldershot              | 4–1       | Coventry City          | 7 de diciembre de 1957  | —          | [ 60 ] |
| 19         | Wigan Athletic         | 1–1       | Mansfield Town         | 7 de diciembre de 1957  | —          | [ 61 ] |
| Repetición | Mansfield Town         | 3–1       | Wigan Athletic         | 11 de diciembre de 1957 | —          | [ 62 ] |
| 20         | South Shields          | 1–3       | York City              | 7 de diciembre de 1957  | —          | [ 63 ] |

### Tercera ronda
Esta ronda fue la primera en la que participaron los 44 equipos participantes en la Football League First Division y en la Second Division, las dos categorías de mayor nivel del fútbol inglés. La fecha fijada para la disputa de estos partidos fue el sábado 4 de enero de 1958, a excepción del que enfrentaba a York City y Birmingham City, el cual tuvo que disputarse a mediados de la siguiente semana. Seis eliminatorias acabaron empatadas tras el primer encuentro, de modo que tuvo que jugarse un encuentro de repetición, mientras que la que enfrentaba a Stoke City y Aston Villa se decidió tras un segundo partido de repetición.
| Encuentro          | Equipo local         | Resultado | Equipo visitante        | Fecha               | Asistencia | Notas             |
| ------------------ | -------------------- | --------- | ----------------------- | ------------------- | ---------- | ----------------- |
| 1                  | Burnley              | 4–2       | Swansea Town            | 4 de enero de 1958  | —          | [ 64 ]            |
| 2                  | Liverpool            | 1–1       | Southend United         | 4 de enero de 1958  | 43 454     | [ 65 ]            |
| Repetición         | Southend United      | 2–3       | Liverpool               | 8 de enero de 1958  | 20 000     | [ 66 ]            |
| 3                  | Preston North End    | 0–3       | Bolton Wanderers        | 4 de enero de 1958  | —          | [ 67 ]            |
| 4                  | Notts County         | 2–0       | Tranmere Rovers         | 4 de enero de 1958  | —          | [ 68 ]            |
| 5                  | Nottingham Forest    | 2–0       | Gillingham              | 4 de enero de 1958  | —          | [ 69 ]            |
| 6                  | Middlesbrough        | 5–0       | Derby County            | 4 de enero de 1958  | 29 530     | [ 70 ]            |
| 7                  | West Bromwich Albion | 5–1       | Manchester City         | 4 de enero de 1958  | —          | [ 71 ]            |
| 8                  | Sunderland           | 2–2       | Everton                 | 4 de enero de 1958  | 34 602     | [ 72 ]            |
| Repetición         | Everton              | 3–1       | Sunderland              | 8 de enero de 1958  | 56 952     | [ 73 ]            |
| 9                  | Lincoln City         | 0–1       | Wolverhampton Wanderers | 4 de enero de 1958  | —          | [ 74 ]            |
| 10                 | Doncaster Rovers     | 0–2       | Chelsea                 | 4 de enero de 1958  | 19 888     | [ 75 ]            |
| 11                 | Sheffield United     | 5–1       | Grimsby Town            | 4 de enero de 1958  | —          | [ 76 ]            |
| 12                 | Stockport County     | 3–0       | Luton Town              | 4 de enero de 1958  |            |                   |
| 13                 | Tottenham Hotspur    | 4–0       | Leicester City          | 4 de enero de 1958  | 42 716     | [ 77 ]            |
| 14                 | Fulham               | 4–0       | Yeovil Town             | 4 de enero de 1958  | —          | [ 78 ]            |
| 15                 | Accrington Stanley   | 2–2       | Bristol City            | 4 de enero de 1958  | —          | [ 79 ]            |
| Repetición         | Bristol City         | 3–1       | Accrington Stanley      | 7 de enero de 1958  | —          | [ 80 ]            |
| 16                 | Bristol Rovers       | 5–0       | Mansfield Town          | 4 de enero de 1958  | —          | [ 81 ]            |
| 17                 | Northampton Town     | 3–1       | Arsenal                 | 4 de enero de 1958  | 21 344     | [ 82 ]            |
| 18                 | Portsmouth           | 5–1       | Aldershot               | 4 de enero de 1958  | —          | [ 83 ]            |
| 19                 | West Ham United      | 5–1       | Blackpool               | 4 de enero de 1958  | 34 000     | [ 84 ]            |
| 20                 | Norwich City         | 1–2       | Darlington              | 4 de enero de 1958  | —          | [ 85 ]            |
| 21                 | Plymouth Argyle      | 1–6       | Newcastle United        | 4 de enero de 1958  | 40 000     | [ 86 ]            |
| 22                 | Hull City            | 1–1       | Barnsley                | 4 de enero de 1958  | —          | [ 87 ]            |
| Repetición         | Barnsley             | 0–2       | Hull City               | 8 de enero de 1958  | —          | [ 88 ]            |
| 23                 | Crystal Palace       | 0–1       | Ipswich Town            | 4 de enero de 1958  | —          | [ 89 ]            |
| 24                 | Scunthorpe United    | 1–0       | Bradford City           | 4 de enero de 1958  | —          | [ 90 ]            |
| 25                 | Huddersfield Town    | 2–2       | Charlton Athletic       | 4 de enero de 1958  | —          | [ 91 ]            |
| Repetición         | Charlton Athletic    | 1–0       | Huddersfield Town       | 8 de enero de 1958  | —          | [ 92 ]            |
| 26                 | Leeds United         | 1–2       | Cardiff City            | 4 de enero de 1958  | —          | [ 93 ]            |
| 27                 | Workington           | 1–3       | Manchester United       | 4 de enero de 1958  | 21 000     | [ 94 ]            |
| 28                 | York City            | 3–0       | Birmingham City         | 8 de enero de 1958  | —          | [ 95 ]            |
| 29                 | Hereford United      | 0–3       | Sheffield Wednesday     | 4 de enero de 1958  | —          | [ 96 ]            |
| 30                 | Stoke City           | 1–1       | Aston Villa             | 4 de enero de 1958  | 49 066     | [ 97 ]            |
| Repetición         | Aston Villa          | 3–3       | Stoke City              | 8 de enero de 1958  | 38 939     | [ 98 ]            |
| Segunda repetición | Stoke City           | 2–0       | Aston Villa             | 13 de enero de 1958 | 36 554     | [ nota 1 ] [ 99 ] |
| 31                 | Rotherham United     | 1–4       | Blackburn Rovers        | 4 de enero de 1958  | —          | [ 100 ]           |
| 32                 | Leyton Orient        | 1–0       | Reading                 | 4 de enero de 1958  | —          | [ 101 ]           |

### Cuarta ronda
Todos los partidos menos dos se celebraron el 25 de enero de 1958. Las cinco eliminatorias que acabaron empatadas tras el primer encuentro se decidieron la siguiente semana.
| Encuentro  | Equipo local            | Resultado | Equipo visitante     | Fecha               | Asistencia | Notas   |
| ---------- | ----------------------- | --------- | -------------------- | ------------------- | ---------- | ------- |
| 1          | Liverpool               | 3–1       | Northampton Town     | 25 de enero de 1958 | 56 939     | [ 102 ] |
| 2          | Notts County            | 1–2       | Bristol City         | 25 de enero de 1958 | —          | [ 103 ] |
| 3          | Sheffield Wednesday     | 4–3       | Hull City            | 29 de enero de 1958 | —          | [ 104 ] |
| 4          | Wolverhampton Wanderers | 5–1       | Portsmouth           | 25 de enero de 1958 | —          | [ 105 ] |
| 5          | West Bromwich Albion    | 3–3       | Nottingham Forest    | 25 de enero de 1958 | —          | [ 106 ] |
| Repetición | Nottingham Forest       | 1–5       | West Bromwich Albion | 29 de enero de 1958 | —          | [ 107 ] |
| 6          | Everton                 | 1–2       | Blackburn Rovers     | 29 de enero de 1958 | 75 818     | [ 108 ] |
| 7          | Newcastle United        | 1–3       | Scunthorpe United    | 25 de enero de 1958 | 39 234     | [ 109 ] |
| 8          | Tottenham Hotspur       | 0–3       | Sheffield United     | 25 de enero de 1958 | 51 136     | [ 110 ] |
| 9          | Fulham                  | 1–1       | Charlton Athletic    | 25 de enero de 1958 | —          | [ 111 ] |
| Repetición | Charlton Athletic       | 0–2       | Fulham               | 29 de enero de 1958 | —          | [ 112 ] |
| 10         | Bristol Rovers          | 2–2       | Burnley              | 25 de enero de 1958 | —          | [ 113 ] |
| Repetición | Burnley                 | 2–3       | Bristol Rovers       | 28 de enero de 1958 | —          | [ 114 ] |
| 11         | West Ham United         | 3–2       | Stockport County     | 25 de enero de 1958 | 36 000     | [ 115 ] |
| 12         | Manchester United       | 2–0       | Ipswich Town         | 25 de enero de 1958 | 53 550     | [ 116 ] |
| 13         | Chelsea                 | 3–3       | Darlington           | 25 de enero de 1958 | 40 759     | [ 117 ] |
| Repetición | Darlington              | 4–1       | Chelsea              | 29 de enero de 1958 | 15 150     | [ 118 ] |
| 14         | Cardiff City            | 4–1       | Leyton Orient        | 25 de enero de 1958 | —          | [ 119 ] |
| 15         | York City               | 0–0       | Bolton Wanderers     | 25 de enero de 1958 | —          | [ 120 ] |
| Repetición | Bolton Wanderers        | 3–0       | York City            | 29 de enero de 1958 | —          | [ 121 ] |
| 16         | Stoke City              | 3–1       | Middlesbrough        | 25 de enero de 1958 | —          | [ 122 ] |

### Quinta ronda
Los partidos de esta ronda se disputaron el 15 de febrero de 1958. Dos de los partidos no se decidieron hasta el primer partido de repetición, celebrado a mediados de la semana siguiente. Esta ronda fue la primera tras el desastre aéreo de Múnich. El encuentro entre Manchester United y Sheffield Wednesday se pospuso cuatro días por esta razón, durante los que el equipo de Mánchester siguió tratando de conformar un equipo competitivo. Finalmente, la eliminatoria se decantó a favor del Manchester United, que se impuso por 3-0 en un partido emotivo tanto para los aficionados como para los jugadores.
| Encuentro  | Equipo local            | Resultado | Equipo visitante     | Fecha                 | Asistencia | Notas   |
| ---------- | ----------------------- | --------- | -------------------- | --------------------- | ---------- | ------- |
| 1          | Bristol City            | 3–4       | Bristol Rovers       | 15 de febrero de 1958 | —          | [ 123 ] |
| 2          | Bolton Wanderers        | 3–1       | Stoke City           | 15 de febrero de 1958 | —          | [ 124 ] |
| 3          | Wolverhampton Wanderers | 6–1       | Darlington           | 15 de febrero de 1958 | —          | [ 125 ] |
| 4          | Sheffield United        | 1–1       | West Bromwich Albion | 15 de febrero de 1958 | —          | [ 126 ] |
| Repetición | West Bromwich Albion    | 4–1       | Sheffield United     | 19 de febrero de 1958 | —          | [ 127 ] |
| 5          | West Ham United         | 2–3       | Fulham               | 15 de febrero de 1958 | 37 500     | [ 128 ] |
| 6          | Manchester United       | 3–0       | Sheffield Wednesday  | 19 de febrero de 1958 | 59 840     | [ 129 ] |
| 7          | Scunthorpe United       | 0–1       | Liverpool            | 15 de febrero de 1958 | 23 000     | [ 130 ] |
| 8          | Cardiff City            | 0–0       | Blackburn Rovers     | 15 de febrero de 1958 | —          | [ 131 ] |
| Repetición | Blackburn Rovers        | 2–1       | Cardiff City         | 20 de febrero de 1958 | —          | [ 132 ] |

### Sexta ronda
Los cuartos de final se disputaron el sábado 1 de marzo de 1958. La eliminatoria entre West Bromwich Albion y Manchester United se decidió en el primer partido de repetición y el United avanzó a las semifinales.
| Encuentro  | Equipo local         | Resultado | Equipo visitante        | Fecha              | Asistencia | Notas   |
| ---------- | -------------------- | --------- | ----------------------- | ------------------ | ---------- | ------- |
| 1          | Blackburn Rovers     | 2–1       | Liverpool               | 1 de marzo de 1958 | 51 000     | [ 133 ] |
| 2          | Bolton Wanderers     | 2–1       | Wolverhampton Wanderers | 1 de marzo de 1958 | —          | [ 134 ] |
| 3          | West Bromwich Albion | 2–2       | Manchester United       | 1 de marzo de 1958 | 58 250     | [ 135 ] |
| Repetición | Manchester United    | 1–0       | West Bromwich Albion    | 5 de marzo de 1958 | 60 000     | [ 136 ] |
| 4          | Fulham               | 3–1       | Bristol Rovers          | 1 de marzo de 1958 | —          | [ 137 ] |

### Semifinales
Los encuentros de esta ronda se celebraron el 22 de marzo, mientras que el partido de repetición y Fulham y Manchester United se disputó cuatro días después, el 26. Este último se unió al Bolton Wanderers en el avance hasta la final de Wembley, en la que se enfrentarían por el título.
| 22 de marzo de 1958 | Bolton Wanderers  | 2 - 1   | Blackburn Rovers | Maine Road, Mánchester          |                                 |
|                     | Anotado · Anotado | Reporte | Anotado          | Asistencia: 74 000 espectadores | Asistencia: 74 000 espectadores |

| 22 de marzo de 1958 | Manchester United | 2 - 2   | Fulham            | Villa Park, Birmingham          |                                 |
|                     | Charlton          | Reporte | Anotado · Anotado | Asistencia: 69 745 espectadores | Asistencia: 69 745 espectadores |

#### Repetición
| 26 de marzo de 1958 | Fulham                      | 3 - 5   | Manchester United           | Arsenal Stadium, Londres        |                                 |
|                     | Anotado · Anotado · Anotado | Reporte | Charlton · Dawson · Brennan | Asistencia: 38 258 espectadores | Asistencia: 38 258 espectadores |

### Final
La final se jugó el 3 de mayo de 1958 y el Bolton Wanderers se impuso por 2-0 al Manchester United en el estadio de Wembley.
| 3 de mayo de 1958 | Bolton Wanderers | 2 - 0   | Manchester United | Wembley, Londres                                        |                                                         |
|                   | Lofthouse        | Reporte |                   | Asistencia: 99 756 espectadores Árbitro(s): J. Sherlock | Asistencia: 99 756 espectadores Árbitro(s): J. Sherlock |

### Citas
1. ↑  «Chester FC 4-3 Gateshead». Cero a cero. Consultado el 23 de mayo de 2014.
2. ↑  «Clapton v Queens Park Rangers, 16 November 1957» (en inglés). 11v11. Consultado el 9 de mayo de 2014.
3. ↑  «Queens Park Rangers v Clapton, 18 November 1957» (en inglés). 11v11. Consultado el 9 de mayo de 2014.
4. ↑  «Bath City v Exeter City, 16 November 1957» (en inglés). 11v11. Consultado el 14 de mayo de 2014.
5. ↑  «Dorchester Town v Wycombe Wanderers, 16 November 1957» (en inglés). 11v11. Consultado el 14 de mayo de 2014.
6. ↑  «Rochdale v Darlington, 16 November 1957» (en inglés). 11v11. Consultado el 14 de mayo de 2014.
7. ↑  «Reading v Swindon Town, 16 November 1957» (en inglés). 11v11. Consultado el 9 de mayo de 2014.
8. ↑  «Wisbech Town v Colchester United, 16 November 1957» (en inglés). 11v11. Consultado el 14 de mayo de 2014.
9. ↑  «Gillingham v Gorleston, 16 November 1957» (en inglés). 11v11. Consultado el 9 de mayo de 2014.
10. ↑  «Bishop Auckland v Bury, 16 November 1957» (en inglés). 11v11. Consultado el 14 de mayo de 2014.
11. ↑  «Bury v Bishop Auckland, 19 November 1957» (en inglés). 11v11. Consultado el 14 de mayo de 2014.
12. ↑  «Tranmere Rovers v Witton Albion, 16 November 1957» (en inglés). 11v11. Consultado el 9 de mayo de 2014.
13. ↑  «Trowbridge Town v Southend United, 16 November 1957» (en inglés). 11v11. Consultado el 9 de mayo de 2014.
14. ↑  «Northampton Town v Newport County, 16 November 1957» (en inglés). 11v11. Consultado el 9 de mayo de 2014.
15. ↑  «Coventry City v Walthamstow Avenue, 16 November 1957» (en inglés). 11v11. Consultado el 9 de mayo de 2014.
16. ↑  «Brighton and Hove Albion v Walsall, 16 November 1957» (en inglés). 11v11. Consultado el 9 de mayo de 2014.
17. ↑  «Norwich City - Redhill» (en inglés). Football Database. Consultado el 14 de mayo de 2014.
18. ↑  «Plymouth Argyle v Watford, 16 November 1957» (en inglés). 11v11. Consultado el 9 de mayo de 2014.
19. ↑  «Bradford City v Scarborough, 16 November 1957» (en inglés). 11v11. Consultado el 9 de mayo de 2014.
20. ↑  «Millwall v Brentford, 16 November 1957» (en inglés). 11v11. Consultado el 14 de mayo de 2014.
21. ↑  «Hull City v Crewe Alexandra, 16 November 1957» (en inglés). 11v11. Consultado el 9 de mayo de 2014.
22. ↑  «Carlisle United v Rhyl, 16 November 1957» (en inglés). 11v11. Consultado el 9 de mayo de 2014.
23. ↑  «Oldham Athletic v Bradford Park Avenue, 16 November 1957» (en inglés). 11v11. Consultado el 9 de mayo de 2014.
24. ↑  «Hartlepools United - Prescot Cables» (en inglés). Football Database. Consultado el 14 de mayo de 2014.
25. ↑  «Scunthorpe United v Goole Town, 16 November 1957» (en inglés). 11v11. Consultado el 9 de mayo de 2014.
26. ↑  «Mansfield Town v Halifax Town, 16 November 1957» (en inglés). 11v11. Consultado el 9 de mayo de 2014.
27. ↑  «Port Vale v Shrewsbury Town, 16 November 1957» (en inglés). 11v11. Consultado el 9 de mayo de 2014.
28. ↑  «Margate v Crystal Palace, 16 November 1957» (en inglés). 11v11. Consultado el 9 de mayo de 2014.
29. ↑  «Southport v Wigan Athletic, 16 November 1957» (en inglés). 11v11. Consultado el 9 de mayo de 2014.
30. ↑  «Oswestry v Bournemouth and Boscombe Athletic, 16 November 1957» (en inglés). 11v11. Consultado el 9 de mayo de 2014.
31. ↑  «York City v Chesterfield, 16 November 1957» (en inglés). 11v11. Consultado el 9 de mayo de 2014.
32. ↑  «Aldershot FC - Worcester City» (en inglés). Football Database. Consultado el 14 de mayo de 2014.
33. ↑  «Guildford City v Yeovil Town, 16 November 1957» (en inglés). 11v11. Consultado el 9 de mayo de 2014.
34. ↑  «Yeovil Town v Guildford City, 21 November 1957» (en inglés). 11v11. Consultado el 9 de mayo de 2014.
35. ↑  «Peterborough United v Torquay United, 16 November 1957» (en inglés). 11v11. Consultado el 9 de mayo de 2014.
36. ↑  «Torquay United v Peterborough United, 20 November 1957» (en inglés). 11v11. Consultado el 9 de mayo de 2014.
37. ↑  «Walton and Hersham v Southampton, 16 November 1957» (en inglés). 11v11. Consultado el 9 de mayo de 2014.
38. ↑  «Chester v Bradford City, 07 December 1957» (en inglés). 11v11. Consultado el 9 de mayo de 2014.
39. ↑  «Bradford City v Chester, 11 December 1957» (en inglés). 11v11. Consultado el 9 de mayo de 2014.
40. ↑  «Yeovil Town v Guildford City, 21 November 1957» (en inglés). 11v11. Consultado el 9 de mayo de 2014.
41. ↑  «Reading v Wisbech Town, 07 December 1957» (en inglés). 11v11. Consultado el 9 de mayo de 2014.
42. ↑  «Stockport County v Hartlepools United, 07 December 1957» (en inglés). 11v11. Consultado el 9 de mayo de 2014.
43. ↑  «Northampton Town v Bournemouth and Boscombe Athletic, 07 December 1957» (en inglés). 11v11. Consultado el 9 de mayo de 2014.
44. ↑  «Norwich City v Brighton and Hove Albion, 07 December 1957» (en inglés). 11v11. Consultado el 9 de mayo de 2014.
45. ↑  «Brighton and Hove Albion v Norwich City, 11 December 1957» (en inglés). 11v11. Consultado el 9 de mayo de 2014.
46. ↑  «Plymouth Argyle v Dorchester Town, 07 December 1957» (en inglés). 11v11. Consultado el 9 de mayo de 2014.
47. ↑  «Millwall v Gillingham, 07 December 1957» (en inglés). 11v11. Consultado el 9 de mayo de 2014.
48. ↑  «Gillingham v Millwall, 11 December 1957» (en inglés). 11v11. Consultado el 9 de mayo de 2014.
49. ↑  «Carlisle United v Accrington Stanley, 07 December 1957» (en inglés). 11v11. Consultado el 9 de mayo de 2014.
50. ↑  «Accrington Stanley v Carlisle United, 11 December 1957» (en inglés). 11v11. Consultado el 9 de mayo de 2014.
51. ↑  «Oldham Athletic v Workington, 07 December 1957» (en inglés). 11v11. Consultado el 9 de mayo de 2014.
52. ↑  «Crystal Palace v Southampton, 12 December 1957» (en inglés). 11v11. Consultado el 9 de mayo de 2014.
53. ↑  «Scunthorpe United v Bury, 07 December 1957» (en inglés). 11v11. Consultado el 9 de mayo de 2014.
54. ↑  «Port Vale v Hull City, 07 December 1957» (en inglés). 11v11. Consultado el 9 de mayo de 2014.
55. ↑  «Hull City v Port Vale, 09 December 1957» (en inglés). 11v11. Consultado el 9 de mayo de 2014.
56. ↑  «Durham City v Tranmere Rovers, 07 December 1957» (en inglés). 11v11. Consultado el 9 de mayo de 2014.
57. ↑  «Torquay United v Southend United, 07 December 1957» (en inglés). 11v11. Consultado el 9 de mayo de 2014.
58. ↑  «Southend United v Torquay United, 11 December 1957» (en inglés). 11v11. Consultado el 9 de mayo de 2014.
59. ↑  «Hereford United v Queens Park Rangers, 07 December 1957» (en inglés). 11v11. Consultado el 9 de mayo de 2014.
60. ↑  «Aldershot v Coventry City, 07 December 1957» (en inglés). 11v11. Consultado el 9 de mayo de 2014.
61. ↑  «Wigan Athletic v Mansfield Town, 07 December 1957» (en inglés). 11v11. Consultado el 9 de mayo de 2014.
62. ↑  «Mansfield Town v Wigan Athletic, 11 December 1957» (en inglés). 11v11. Consultado el 9 de mayo de 2014.
63. ↑  «South Shields v York City, 07 December 1957» (en inglés). 11v11. Consultado el 9 de mayo de 2014.
64. ↑  «Burnley v Swansea Town, 04 January 1958» (en inglés). 11v11. Consultado el 9 de mayo de 2014.
65. ↑  «Liverpool v Southend United, 04 January 1958» (en inglés). 11v11. Consultado el 9 de mayo de 2014.
66. ↑  «Southend United v Liverpool, 08 January 1958» (en inglés). 11v11. Consultado el 9 de mayo de 2014.
67. ↑  «Preston North End v Bolton Wanderers, 04 January 1958» (en inglés). 11v11. Consultado el 9 de mayo de 2014.
68. ↑  «Notts County v Tranmere Rovers, 04 January 1958» (en inglés). 11v11. Consultado el 9 de mayo de 2014.
69. ↑  «Nottingham Forest v Gillingham, 04 January 1958» (en inglés). 11v11. Consultado el 9 de mayo de 2014.
70. ↑  «Middlesbrough v Derby County, 04 January 1958» (en inglés). 11v11. Consultado el 9 de mayo de 2014.
71. ↑  «West Bromwich Albion v Manchester City, 04 January 1958» (en inglés). 11v11. Consultado el 9 de mayo de 2014.
72. ↑  «Sunderland v Everton, 04 January 1958» (en inglés). 11v11. Consultado el 9 de mayo de 2014.
73. ↑  «Everton v Sunderland, 08 January 1958» (en inglés). 11v11. Consultado el 9 de mayo de 2014.
74. ↑  «Lincoln City v Wolverhampton Wanderers, 04 January 1958» (en inglés). 11v11. Consultado el 9 de mayo de 2014.
75. ↑  «Doncaster Rovers v Chelsea, 04 January 1958» (en inglés). 11v11. Consultado el 9 de mayo de 2014.
76. ↑  «Sheffield United v Grimsby Town, 04 January 1958» (en inglés). 11v11. Consultado el 9 de mayo de 2014.
77. ↑  «Tottenham Hotspur v Leicester City, 04 January 1958» (en inglés). 11v11. Consultado el 9 de mayo de 2014.
78. ↑  «Fulham v Yeovil Town, 04 January 1958» (en inglés). 11v11. Consultado el 9 de mayo de 2014.
79. ↑  «Accrington Stanley v Bristol City, 04 January 1958» (en inglés). 11v11. Consultado el 9 de mayo de 2014.
80. ↑  «Bristol City v Accrington Stanley, 07 January 1958» (en inglés). 11v11. Consultado el 9 de mayo de 2014.
81. ↑  «Bristol Rovers v Mansfield Town, 04 January 1958» (en inglés). 11v11. Consultado el 9 de mayo de 2014.
82. ↑  «Northampton Town v Arsenal, 04 January 1958» (en inglés). 11v11. Consultado el 9 de mayo de 2014.
83. ↑  «Portsmouth v Aldershot, 04 January 1958» (en inglés). 11v11. Consultado el 9 de mayo de 2014.
84. ↑  «West Ham United v Blackpool, 04 January 1958» (en inglés). 11v11. Consultado el 9 de mayo de 2014.
85. ↑  «Norwich City v Darlington, 04 January 1958» (en inglés). 11v11. Consultado el 9 de mayo de 2014.
86. ↑  «Plymouth Argyle v Newcastle United, 04 January 1958» (en inglés). 11v11. Consultado el 9 de mayo de 2014.
87. ↑  «Hull City v Barnsley, 04 January 1958» (en inglés). 11v11. Consultado el 9 de mayo de 2014.
88. ↑  «Barnsley v Hull City, 08 January 1958» (en inglés). 11v11. Consultado el 9 de mayo de 2014.
89. ↑  «Crystal Palace v Ipswich Town, 04 January 1958» (en inglés). 11v11. Consultado el 9 de mayo de 2014.
90. ↑  «Scunthorpe United v Bradford City, 04 January 1958» (en inglés). 11v11. Consultado el 9 de mayo de 2014.
91. ↑  «Huddersfield Town v Charlton Athletic, 04 January 1958» (en inglés). 11v11. Consultado el 9 de mayo de 2014.
92. ↑  «Charlton Athletic v Huddersfield Town, 08 January 1958» (en inglés). 11v11. Consultado el 9 de mayo de 2014.
93. ↑  «Leeds United v Cardiff City, 04 January 1958» (en inglés). 11v11. Consultado el 9 de mayo de 2014.
94. ↑  «Workington v Manchester United,  04 January 1958» (en inglés). 11v11. Consultado el 9 de mayo de 2014.
95. ↑  «York City v Birmingham City, 08 January 1958» (en inglés). 11v11. Consultado el 9 de mayo de 2014.
96. ↑  «Hereford United v Sheffield Wednesday, 04 January 1958» (en inglés). 11v11. Consultado el 9 de mayo de 2014.
97. ↑  «Stoke City v Aston Villa, 04 January 1958» (en inglés). 11v11. Consultado el 9 de mayo de 2014.
98. ↑  «Aston Villa v Stoke City, 08 January 1958» (en inglés). 11v11. Consultado el 9 de mayo de 2014.
99. ↑  «Stoke City v Aston Villa, 13 January 1958» (en inglés). 11v11. Consultado el 9 de mayo de 2014.
100. ↑  «Rotherham United v Blackburn Rovers, 04 January 1958» (en inglés). 11v11. Consultado el 9 de mayo de 2014.
101. ↑  «Leyton Orient v Reading, 04 January 1958» (en inglés). 11v11. Consultado el 9 de mayo de 2014.
102. ↑  «Liverpool v Northampton Town, 25 January 1958» (en inglés). 11v11. Consultado el 9 de mayo de 2014.
103. ↑  «Notts County v Bristol City, 25 January 1958» (en inglés). 11v11. Consultado el 9 de mayo de 2014.
104. ↑  «Sheffield Wednesday v Hull City, 29 January 1958» (en inglés). 11v11. Consultado el 9 de mayo de 2014.
105. ↑  «Wolverhampton Wanderers v Portsmouth, 25 January 1958» (en inglés). 11v11. Consultado el 9 de mayo de 2014.
106. ↑  «West Bromwich Albion v Nottingham Forest, 25 January 1958» (en inglés). 11v11. Consultado el 9 de mayo de 2014.
107. ↑  «Nottingham Forest v West Bromwich Albion, 28 January 1958» (en inglés). 11v11. Consultado el 9 de mayo de 2014.
108. ↑  «Everton v Blackburn Rovers, 29 January 1958» (en inglés). 11v11. Consultado el 9 de mayo de 2014.
109. ↑  «Newcastle United v Scunthorpe United, 25 January 1958» (en inglés). 11v11. Consultado el 9 de mayo de 2014.
110. ↑  «Tottenham Hotspur v Sheffield United, 25 January 1958» (en inglés). 11v11. Consultado el 9 de mayo de 2014.
111. ↑  «Fulham v Charlton Athletic, 25 January 1958» (en inglés). 11v11. Consultado el 9 de mayo de 2014.
112. ↑  «Charlton Athletic v Fulham, 29 January 1958» (en inglés). 11v11. Consultado el 9 de mayo de 2014.
113. ↑  «Bristol Rovers v Burnley, 25 January 1958» (en inglés). 11v11. Consultado el 9 de mayo de 2014.
114. ↑  «Burnley v Bristol Rovers, 28 January 1958» (en inglés). 11v11. Consultado el 9 de mayo de 2014.
115. ↑  «West Ham United v Stockport County, 25 January 1958» (en inglés). 11v11. Consultado el 9 de mayo de 2014.
116. ↑  «Manchester United v Ipswich Town, 25 January 1958» (en inglés). 11v11. Consultado el 9 de mayo de 2014.
117. ↑  «Chelsea v Darlington, 25 January 1958» (en inglés). 11v11. Consultado el 9 de mayo de 2014.
118. ↑  «Darlington v Chelsea, 29 January 1958» (en inglés). 11v11. Consultado el 9 de mayo de 2014.
119. ↑  «Cardiff City v Leyton Orient, 25 January 1958» (en inglés). 11v11. Consultado el 9 de mayo de 2014.
120. ↑  «York City v Bolton Wanderers, 25 January 1958» (en inglés). 11v11. Consultado el 9 de mayo de 2014.
121. ↑  «Bolton Wanderers v York City, 29 January 1958» (en inglés). 11v11. Consultado el 9 de mayo de 2014.
122. ↑  «Stoke City v Middlesbrough, 25 January 1958» (en inglés). 11v11. Consultado el 9 de mayo de 2014.
123. ↑  «Bristol City v Bristol Rovers, 15 February 1958» (en inglés). 11v11. Consultado el 9 de mayo de 2014.
124. ↑  «Bolton Wanderers v Stoke City, 15 February 1958» (en inglés). 11v11. Consultado el 9 de mayo de 2014.
125. ↑  «Wolverhampton Wanderers v Darlington, 15 February 1958» (en inglés). 11v11. Consultado el 9 de mayo de 2014.
126. ↑  «Sheffield United v West Bromwich Albion, 15 February 1958» (en inglés). 11v11. Consultado el 9 de mayo de 2014.
127. ↑  «West Bromwich Albion v Sheffield United, 19 February 1958» (en inglés). 11v11. Consultado el 9 de mayo de 2014.
128. ↑  «West Ham United v Fulham, 15 February 1958» (en inglés). 11v11. Consultado el 9 de mayo de 2014.
129. ↑  «Manchester United v Sheffield Wednesday, 19 February 1958» (en inglés). 11v11. Consultado el 9 de mayo de 2014.
130. ↑  «Scunthorpe United v Liverpool, 15 February 1958» (en inglés). 11v11. Consultado el 9 de mayo de 2014.
131. ↑  «Cardiff City v Blackburn Rovers, 15 February 1958» (en inglés). 11v11. Consultado el 9 de mayo de 2014.
132. ↑  «Blackburn Rovers v Cardiff City, 20 February 1958» (en inglés). 11v11. Consultado el 9 de mayo de 2014.
133. ↑  «Blackburn Rovers v Liverpool, 01 March 1958» (en inglés). 11v11. Consultado el 9 de mayo de 2014.
134. ↑  «Bolton Wanderers v Wolverhampton Wanderers, 01 March 1958» (en inglés). 11v11. Consultado el 9 de mayo de 2014.
135. ↑  «West Bromwich Albion v Manchester United, 01 March 1958» (en inglés). 11v11. Consultado el 9 de mayo de 2014.
136. ↑  «Manchester United v West Bromwich Albion, 05 March 1958» (en inglés). 11v11. Consultado el 9 de mayo de 2014.
137. ↑  «Fulham v Bristol Rovers, 01 March 1958» (en inglés). 11v11. Consultado el 9 de mayo de 2014.